# Echinodorus lanceolatus
Echinodorus lanceolatus là một loài thực vật có hoa trong họ Alismataceae. Loài này được Rataj mô tả khoa học đầu tiên năm 1968.